# Nhà thờ Thánh Stephen (Hungary)

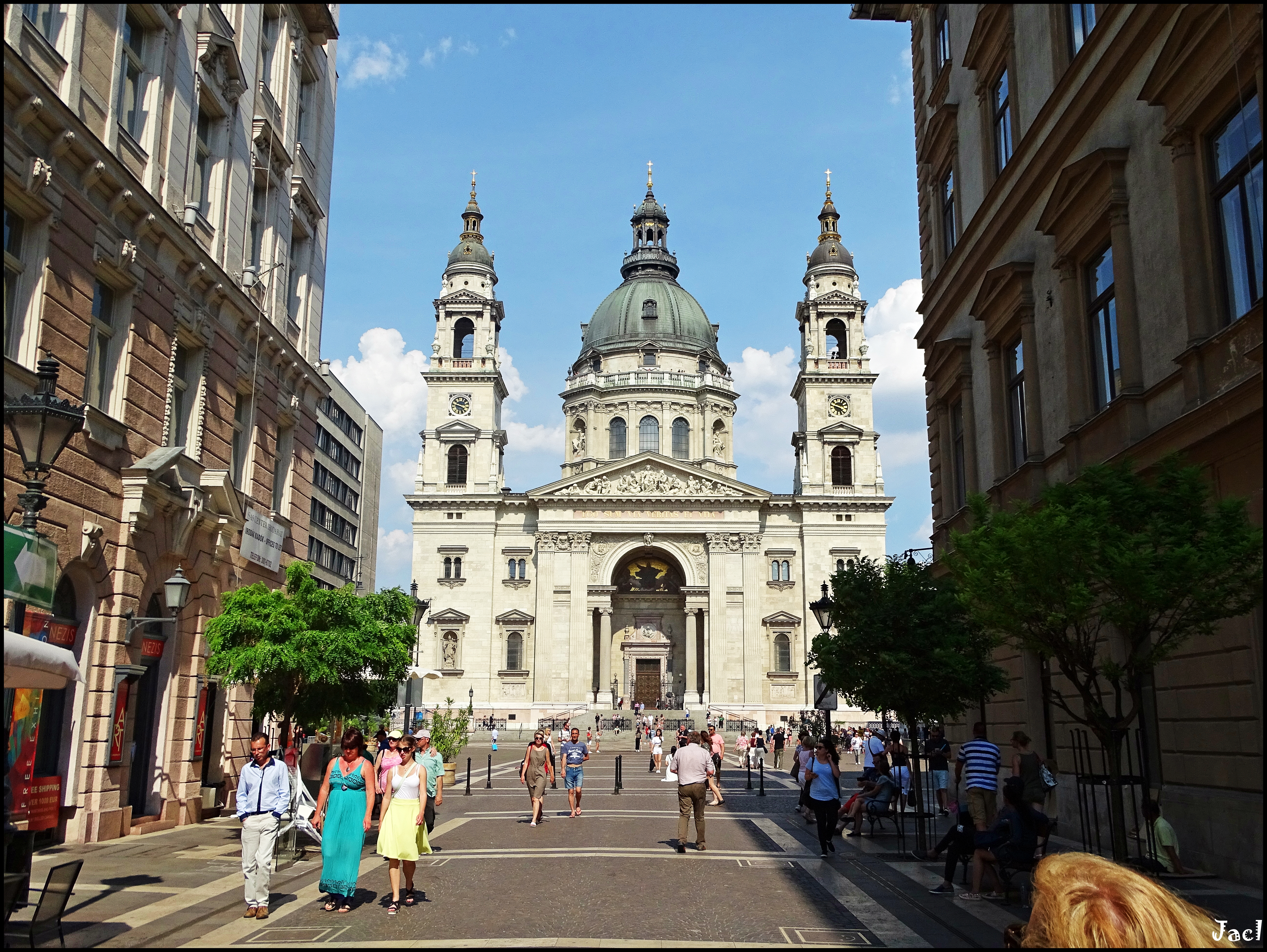
Mặt tiền Nhà thờ Thánh Stephen ở Budapest, Hungary. Hình chụp năm 2017

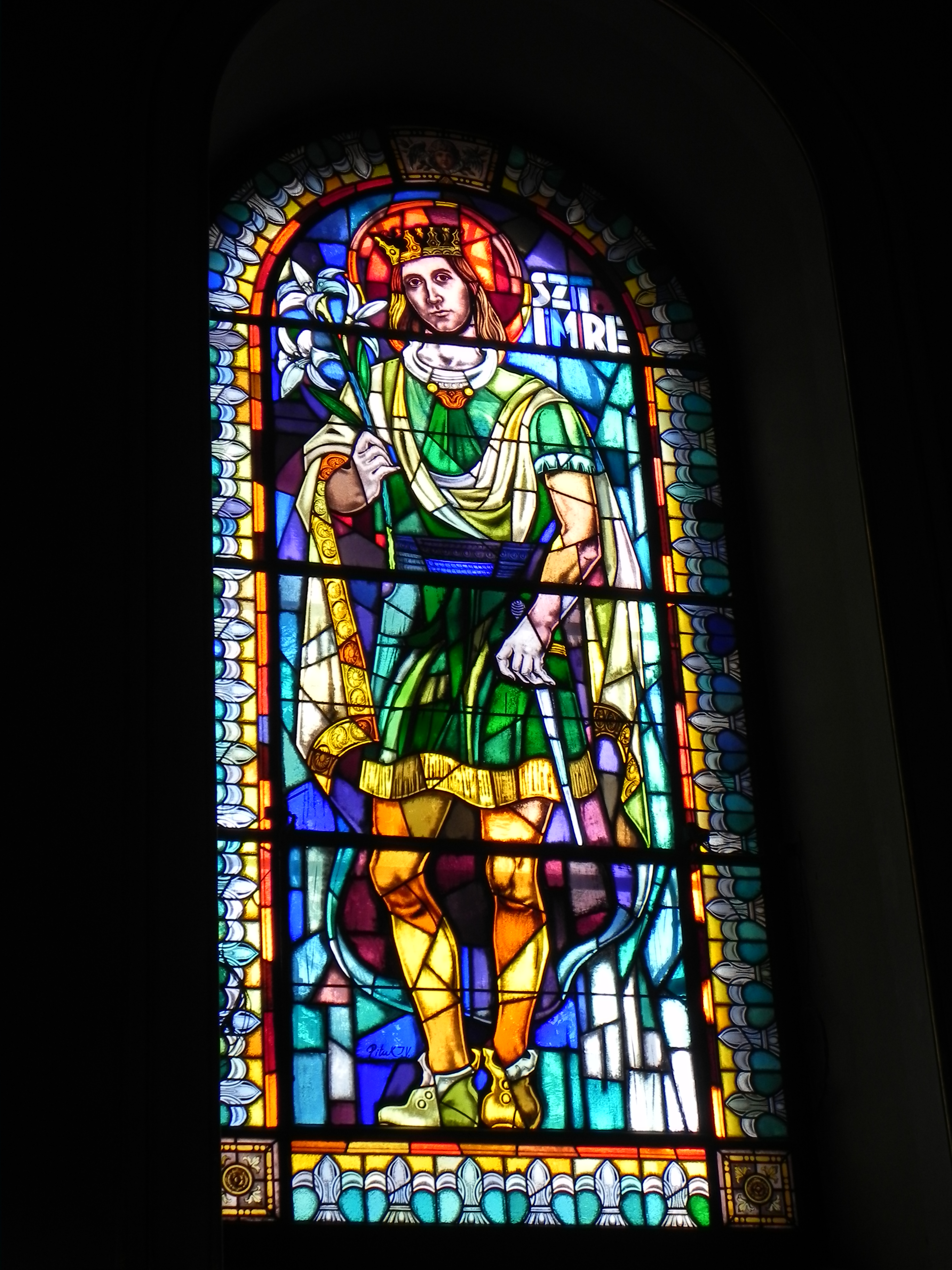
Hình Thánh Stephen trên cửa kính màu trong Nhà Thờ Thánh Stephen (Budapest)

Nhà thờ Thánh Stephen (Tiếng Anh: St. Stephen's Basilica, Budapest, Hungary) là một nhà thờ cổ thuộc Giáo Hội Công Giáo Rô-ma, tọa lạc tại thành phố Budapest, Hungary. Nhà thờ đặt theo tên của vị vua Stephen I (975–1038), người có công lớn trong việc thống nhất Hungary theo Ki-tô Giáo và sau đó ông được phong thánh bởi Giáo Hội Công Giáo Rô-ma. Ngày nay, đây là công trình nhà thờ lớn thứ ba ở Hungary ngày nay.

## Sự hình thành
Nhà thờ Thánh Stephen trước đây là một nhà hát vào thế kỷ 18. Nhà hát này, được gọi là Hetz-Theater, từng là nơi tổ chức các trận đấu với động vật. Một nhà quý tộc là Janos Zitterbarth đã tài trợ cho việc xây dựng một nhà thờ tạm thời.
Năm 1800, giáo xứ Lipótváros được thành lập. Họ bắt đầu tổ chức gây quỹ để xây dựng một nhà thờ có kiến trúc vững chắc và lớn hơn nhà thờ tạm. Tuy nhiên, việc gây quỹ kéo dài khá lâu cho đến khi ngân quỹ được đảm bảo để khởi công xây dựng vào năm 1860. 

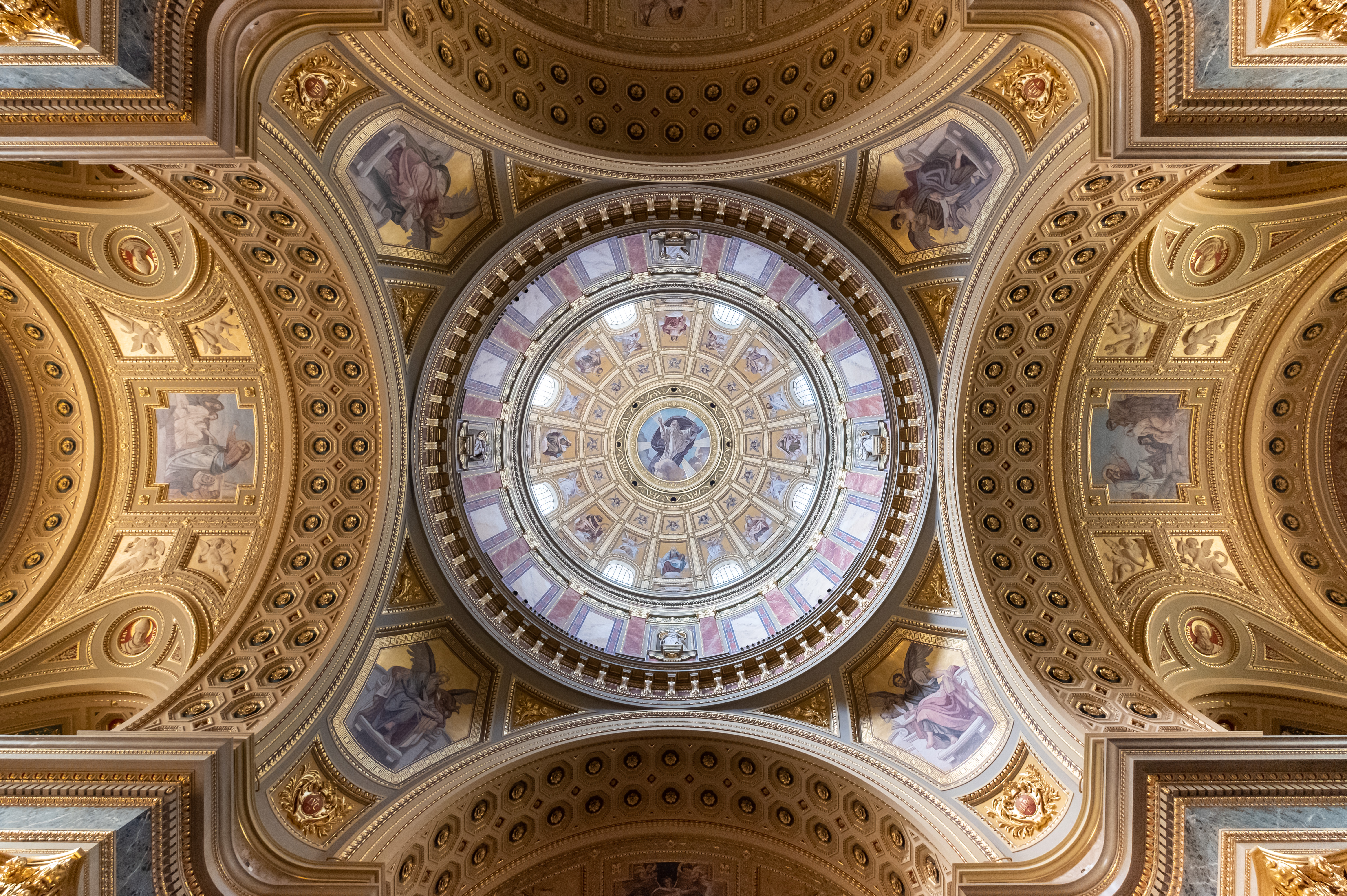
Mái vòm nhà thờ Thánh Stephen (Budapest)

Năm 1905, Nhà thờ được hoàn thành. Các công trình được thiết kế bởi kiến trúc sư Miklós Ybl và được giám sát hoàn thành bởi József Kauser. Sự chậm trễ là do sự sụp đổ của một mái vòm vào năm 1868, đòi hỏi phải phá bỏ hoàn toàn một số cấu trúc đã được xây dựng cho đến thời điểm đó và được xây lại từ những nền móng và cấu trúc cũ.

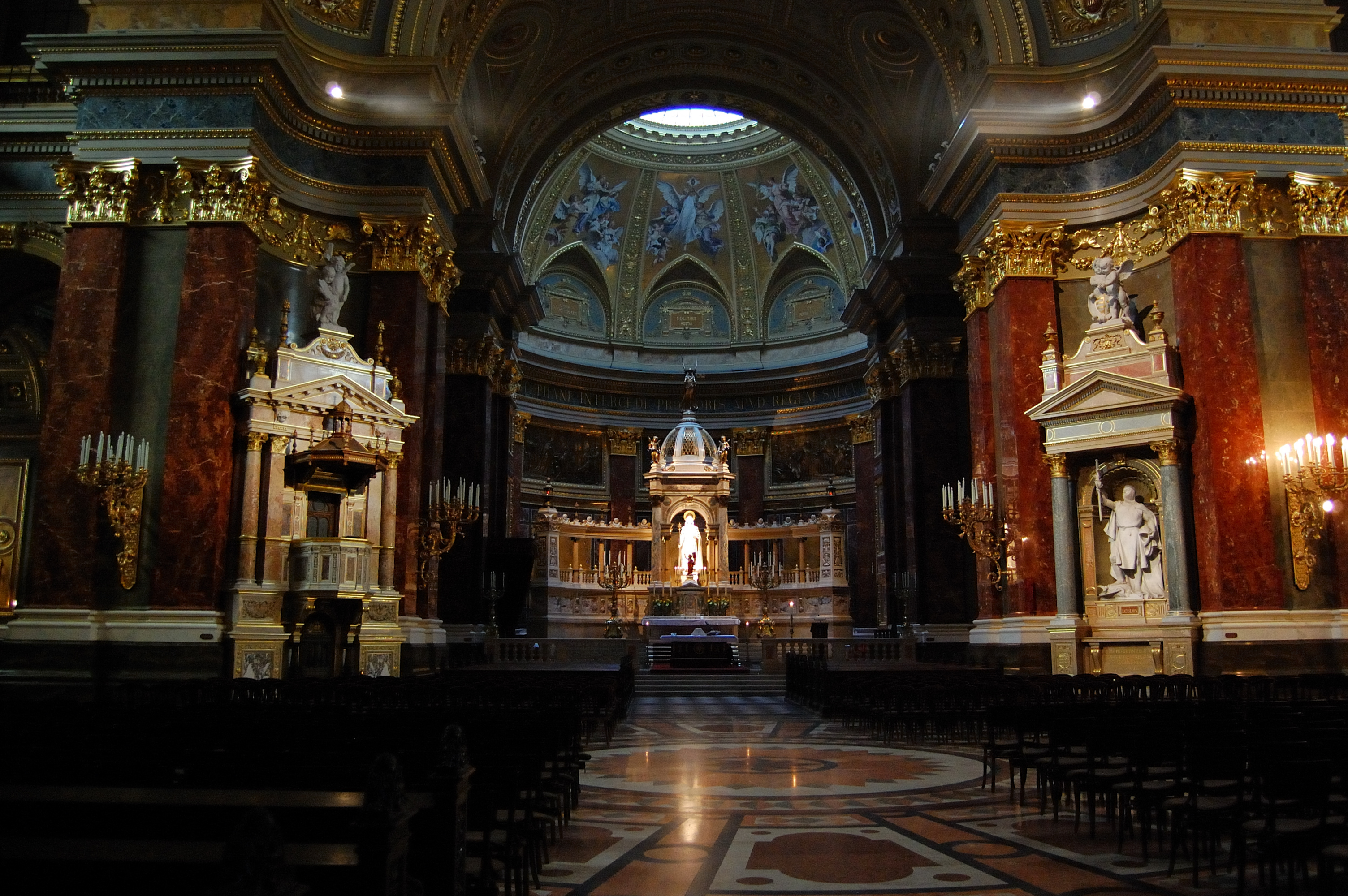
Không gian bên trong nhà thờ Thánh Stephen (Budapest)

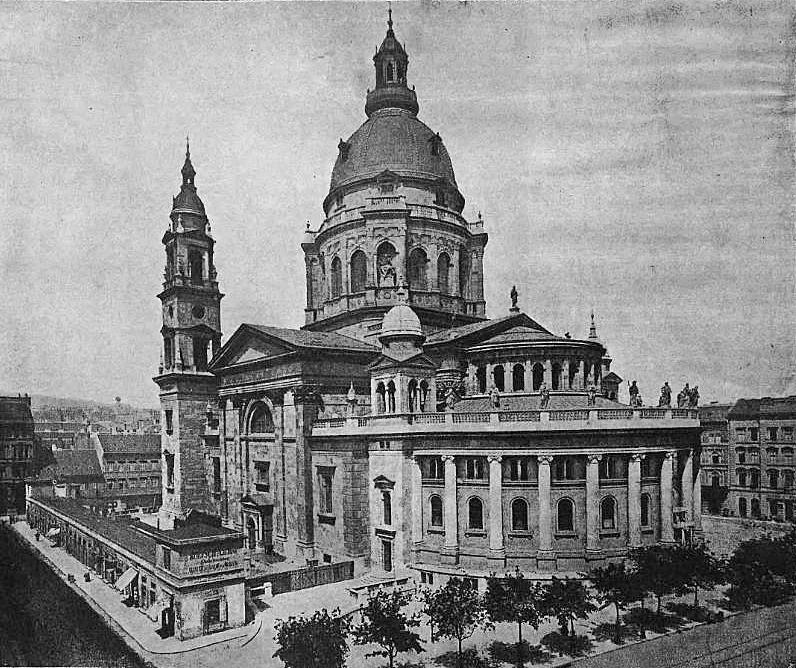
Toàn cảnh nhà thờ Thánh Stephen ở Budapest khi vừa khánh thành vào năm 1905

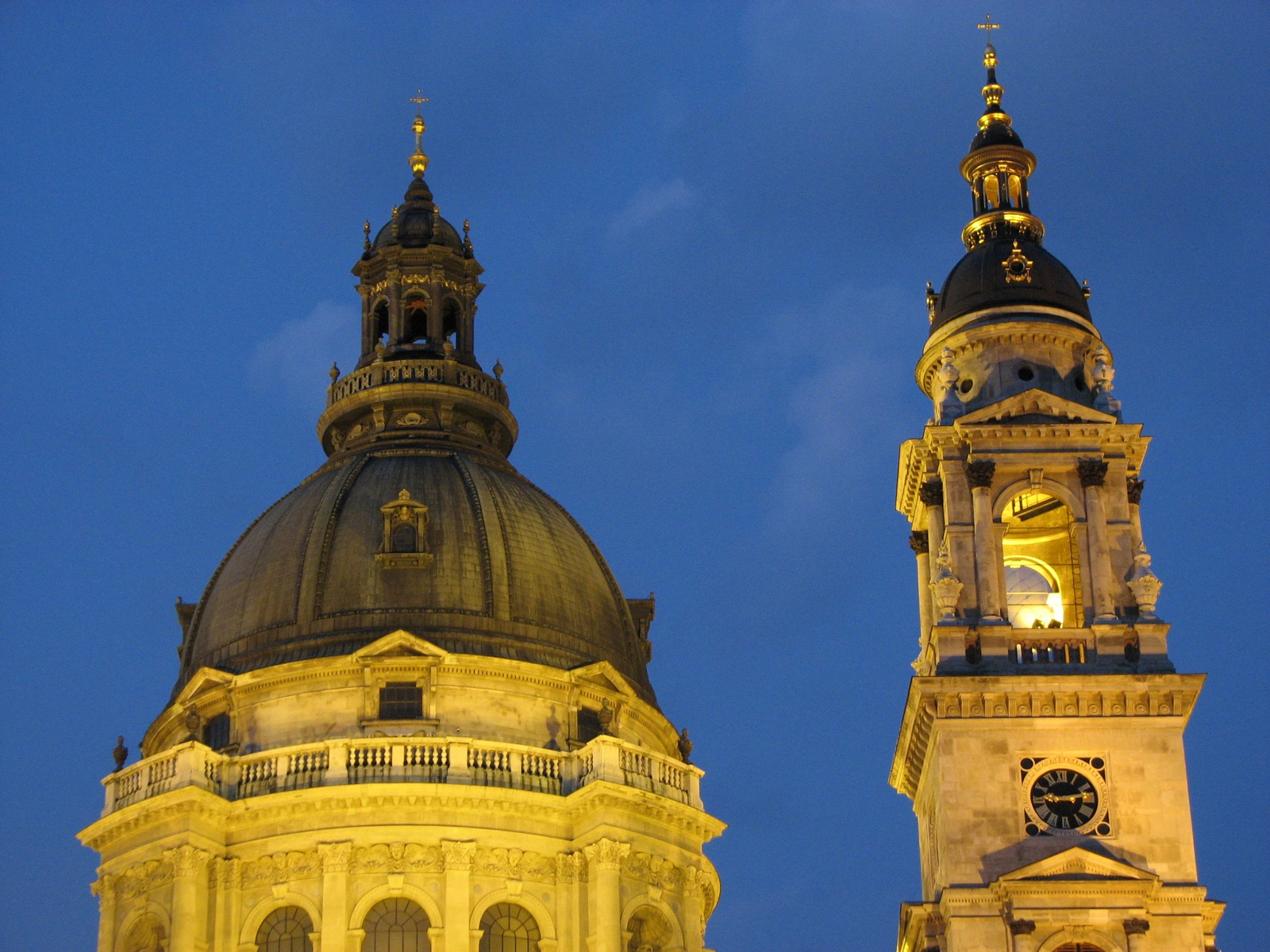
Mái vòm và tháp chuông của nhà thờ Thánh Stephen về đêm

Nhà thờ Thánh Stephen đóng một vai trò rất tích cực trong nền âm nhạc Budapest, kể từ khi được cung hiến (khánh thành)vào năm 1905. Những người chơi organ chính của nhà thờ luôn là những nhạc sĩ có trình độ rất cao. Trong thế kỷ trước, vương cung thánh đường đã tổ chức các buổi ca nhạc hợp xướng, nhạc cổ điển, cũng như các buổi biểu diễn âm nhạc đương đại.